# الدين في بنين
الدين في بنين (تعداد 2002)

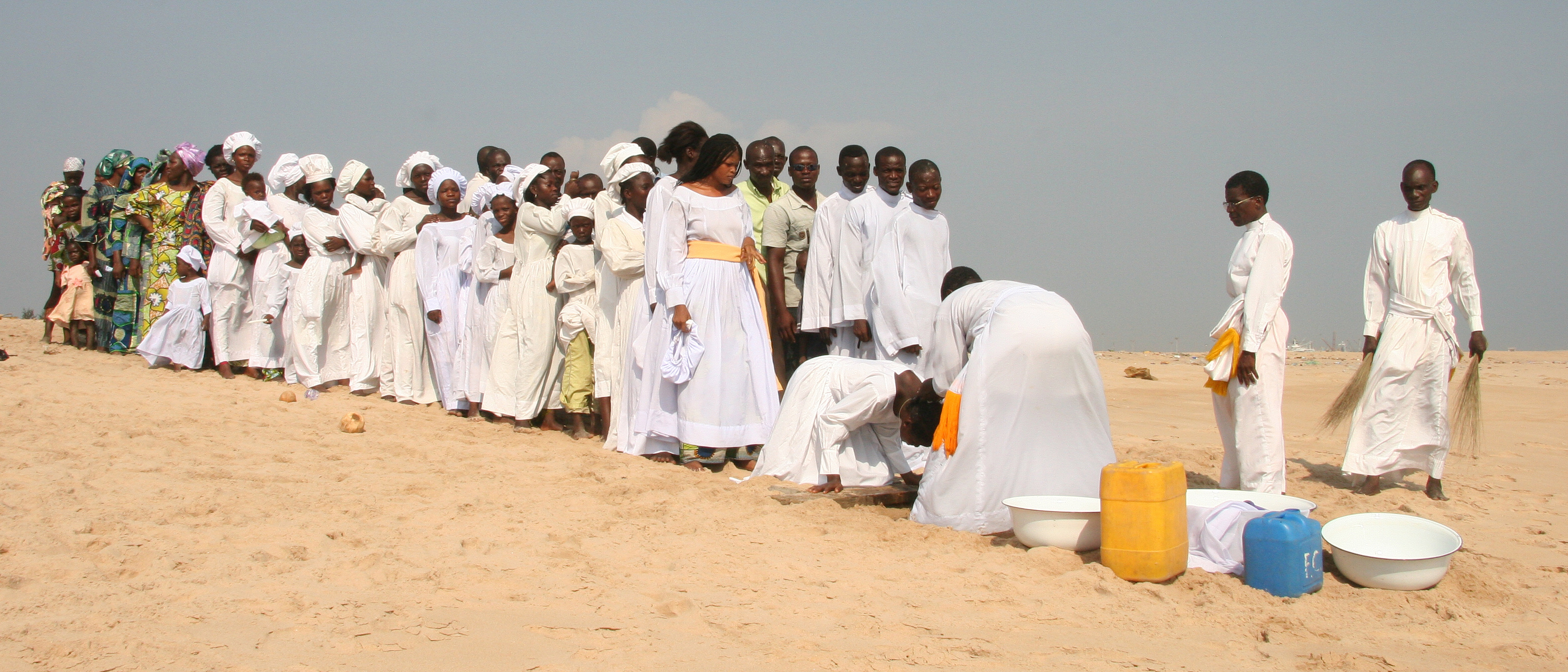
مراسم معمودية في الكنيسة السماوية بكوتونو، بنين

المسيحية هي الدين الأكثر انتشارا في بنين، 42.8٪ من مجموع سكان البلاد أعضاء في الطوائف المسيحية المختلفة. ووفقاً لتعداد عام 2002 فإن 27.1 في المائة من الكاثوليك، 24.4 في المائة من المسلمين، 17.3 في المائة من الفودو، 10.4 في المائة من البروتستانت (بما في ذلك السماوية 5 في المائة والميثودية 3.2 في المائة والبروتستانتية الأخرى 2.2 في المائة)، 5.3 في المائة من الطوائف المسيحية الأخرى، و 15.5٪ من الديانات الأخرى. ويشير مسح التعداد الأكثر حداثة الذي أجراه معهد الديمغرافيا والصحة بين عام 2011 وعام 2012 إلى أن نسبة المسيحيين قد ارتفعت إلى 57.5% من السكان، بينما تراجعت نسبة المسلمون إلى 22.8%. وبحسب تقديرات الدراسة وصلت نسبة الكاثوليك إلى حوالي 33.9% من السكان، في حين أن 23.6% من السكان من أتباع الطوائف المسيحية الأخرى.
هناك مسيحيون ومسلمون وأتباع الديانة الأفريقية التقليدية في جميع أنحاء البلاد. ومع ذلك، فإن معظم أتباع الديانة اليوروبية التقليدية موجودون في الجنوب، في حين أن المعتقدات الدينية الأفريقية الأخرى تُتَّبع في الشمال. يتركز المسلمون بشكل كبير في الشمال والجنوب الشرقي. المسيحيون منتشرون في الجنوب، وخاصة في كوتونو، العاصمة الاقتصادية. ليس من غير المألوف لأفراد الأسرة الواحدة ممارسة المسيحية، الإسلام، الدين التقليدي الأفريقي، أو مزيج من كل هذه.

## الأديان

### الديانة الأفريقية التقليدية
الفودو، من بين أكثر الديانات الأفريقية التقليدية ممارسةً في بنين، حيث نشأ في تلك المنطقة من أفريقيا.
تُمَارس الأديان التقليدية الأفريقية الأخرى في أتاكورا (مقاطعات أتاكورا ودونغا)، أما الفودو وديانة أوريشا فتنتشر في وسط وجنوب البلاد. بلدة أويداه على الساحل المركزي هي المركز الروحي للفودو البنيني (نسبةً إلى بنين).
تتوافق معابر تادو ويوروبا أوريشا عن كثب:
- الإله العليا ماو (في لغة فون) أو أولودومار (المعروف أيضا باسم أولورون، إليدومار، أولوفين-أورون وإليدا من بين أسماء أخرى) (في اليوروبا)
- إله الأرض والجدري، والمعروف باسم ساكبانا (أو سوبونو، ساكباتا)، ويمكن أيضا أن تكون مكتوبة باسم "شاكباتا، شوبونو، شاكبانا، ويعرف أيضاً باسم بابالو آيي أو أوبالو آيي.
- إله الرعد والبرق، والمعروفة باسم شانغو. يمكن أيضا تهجئتها باسم السانغو، يُعرف أيضا باسم جاكوتا، تشانغو، زيفيوسو وهيفوسو.
- إله الحرب والحديد، والمعروف باسم أوغون، يعرف أيضا باسم أوجون أو قو.

### المسيحية

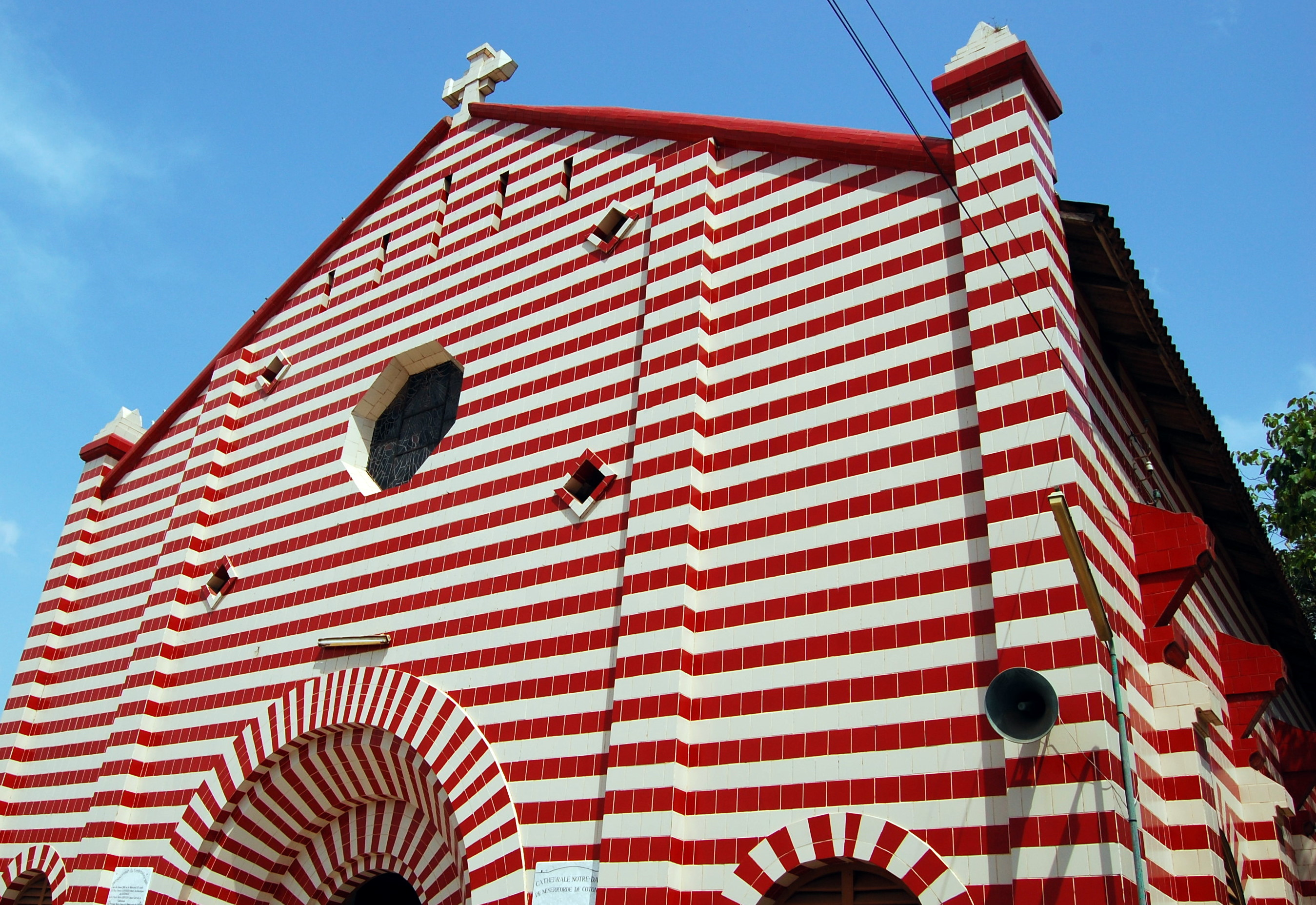
كاتدرائية Notre Dame des Apotres في كوتونو

وصلت المسيحية لأول مرة إلى بنين في عام 1680، واكتسبت مكانا أكثر استقرارا في القرن التاسع عشر. وصل الميثوديين الإنجليز في عام 1843. أكثر من نصف المسيحيين ككل في بنين هم من الروم الكاثوليك.

### الإسلام
الإسلام، الذي يمثل أكثر من 24.4٪ من سكان البلاد، وصل إلى بنين من الشمال بواسطة شعب الهوساوي، والتجار سونغاي-ديندي. كل المسلمين تقريبا تلتزم فرع السنة من الإسلام.أما المسلمين الشيعة هم في المقام الأول من الشرق الأوسط المغتربين. جماعة الأحمدية المسلمة موجودة أيضا، التي افتتحت مؤخرا مسجدا في بنين، جامع المهدي في 2006. العديد من المسلمين الاسمية يمارسون أيضا المعتقدات الدينية المحلية التقليدية.

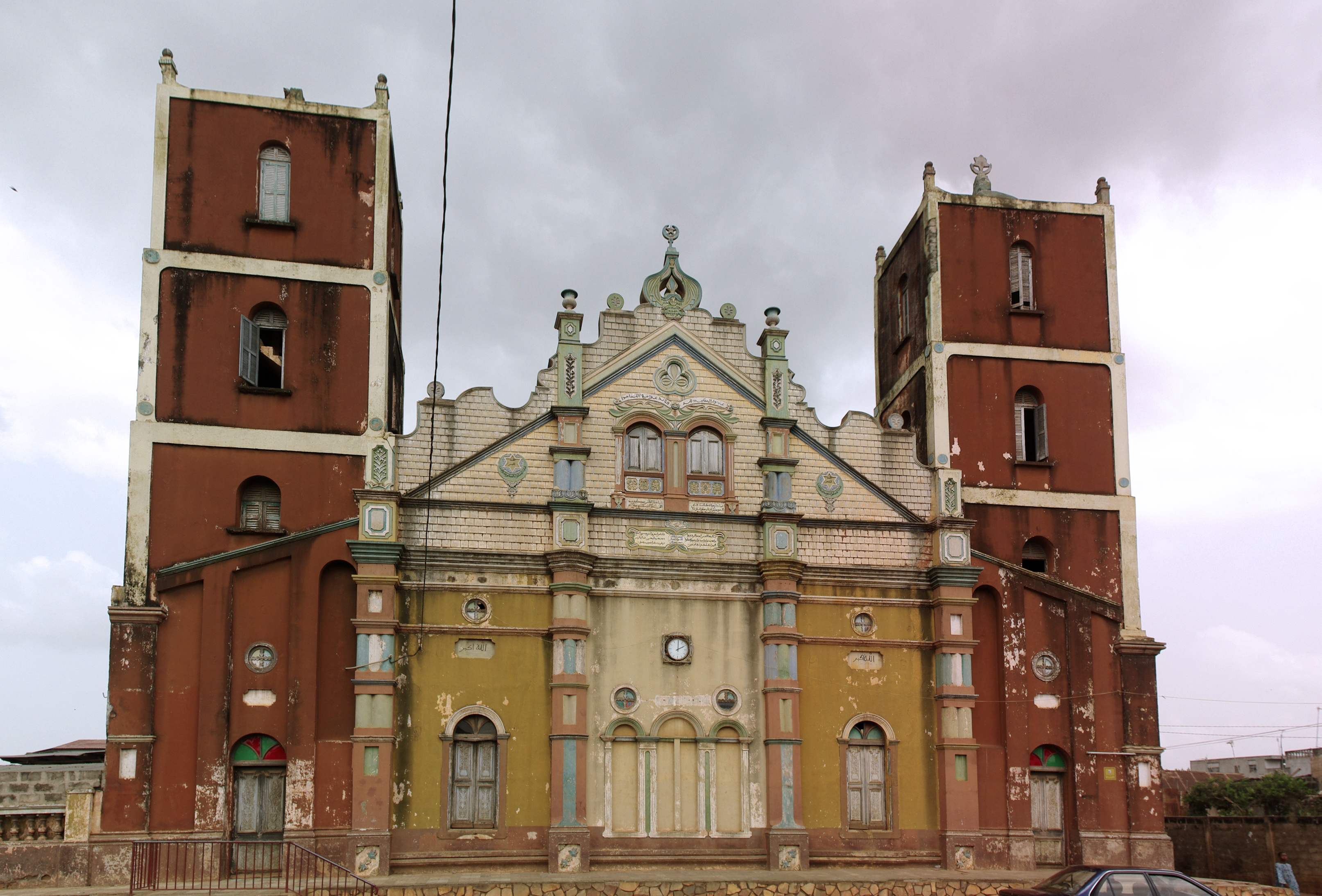
مسجد في بورتو نوفو
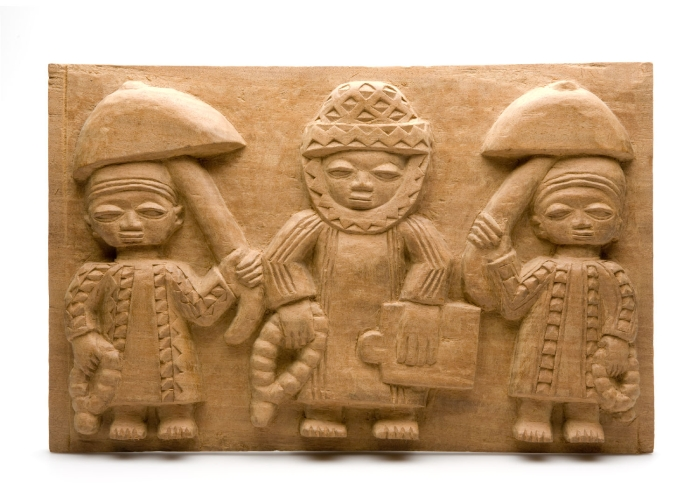
الفن الإسلامي في بنين

### الجماعات الأخرى
الجماعات الدينية الأخرى في بنين تشمل البهائية وإيكنكار.